# Steißlingen
Steißlingen település Németországban, azon belül Baden-Württembergben. Lakosainak száma 5107 fő (2023. december 31.).

## Népesség
A település népessége az elmúlt években az alábbi módon változott:
| Lakosok száma | 2166 | 2667 | 3100 | 3122 | 3286 | 3802 | 4248 | 4593 | 4572 | 5107 |
|               | 1961 | 1967 | 1974 | 1980 | 1987 | 1993 | 2000 | 2006 | 2013 | 2023 |